# 351-es főút (Magyarország)
A 351-es főút egy másodrendű főút Borsod-Abaúj-Zemplén vármegye déli részén. Az M3-as autópálya hejőkürti csomópontját kapcsolja össze Tiszaújvárossal és a 35-ös főúttal; néhány évvel korábban (2022 előtt) még a 3313-as út része volt.

## Nyomvonala
Az M3-as autópálya Hejőkürt–Tiszaújváros-csomópontjától indul északkeleti irányban, ott, ahol csatlakozik a 3313-as úthoz a sztráda 30 535-ös számú, közös le- és felhajtó ága. Áthalad a Hejő hídján, elhalad a Lidl kiskereskedelmi üzletlánc logisztikai központja mellett, majd az 1+600-as kilométerszelvényénél egy elágazáshoz ér. Ott északnyugat felől a 3312-es út torkollik bele, 14,3 kilométer megtétele után, Hejőpapi irányából, kelet-délkeleti irányban pedig a 3310-es út ágazik ki, amely Oszláron keresztül Tiszapalkonyára vezet.
A kereszteződést elhagyva átlépi Tiszaújváros határát és egy darabig a város külterületén folytatódik. Körülbelül a 4. és 5. kilométerei között tiszapalkonyai területen húzódik, északi irányban, lakott helyeket nem érintve, de rövidesen egy újabb elágazása következik – kelet felől visszatorkollik bele a 3310-es út, 5,3 kilométer megtételét követően, nyugat felé pedig a MOL tiszaújvárosi olajfinomítójának bejárati útja ágazik ki belőle.
Nem sokkal ezután – már ismét tiszaújvárosi területen – nyugat felől egy iparvágány csatlakozik mellé, majd keresztezi az út a Nyékládháza–Tiszaújváros-vasútvonal kihúzó vágányait is, Tiszapalkonya-Erőmű vasútállomás térségében. Ezen a szakaszon mindkét oldalon ipartelepek szegélyezik: kelet felől az AES-Tisza II erőmű, nyugat felől a MOL Petrolkémia Zrt. létesítményei kísérik. Hamarosan pedig véget is ér, beletorkollva a 35-ös főút körforgalmú csomópontjába, a főút 18+600-as kilométerszelvényénél, nem messze Tiszaújváros lakott területének délkeleti szélétől.
Teljes hossza, az országos közutak térképes nyilvántartását szolgáló kira.gov.hu adatbázisa szerint 8,370 kilométer.

## Települések az út mentén
- (Hejőkürt)
- (Tiszapalkonya)
- Tiszaújváros